# Aschitus problematicus
Aschitus problematicus är en stekelart som först beskrevs av Hoffer 1977.  Aschitus problematicus ingår i släktet Aschitus och familjen sköldlussteklar. Inga underarter finns listade.